# シャシュカ

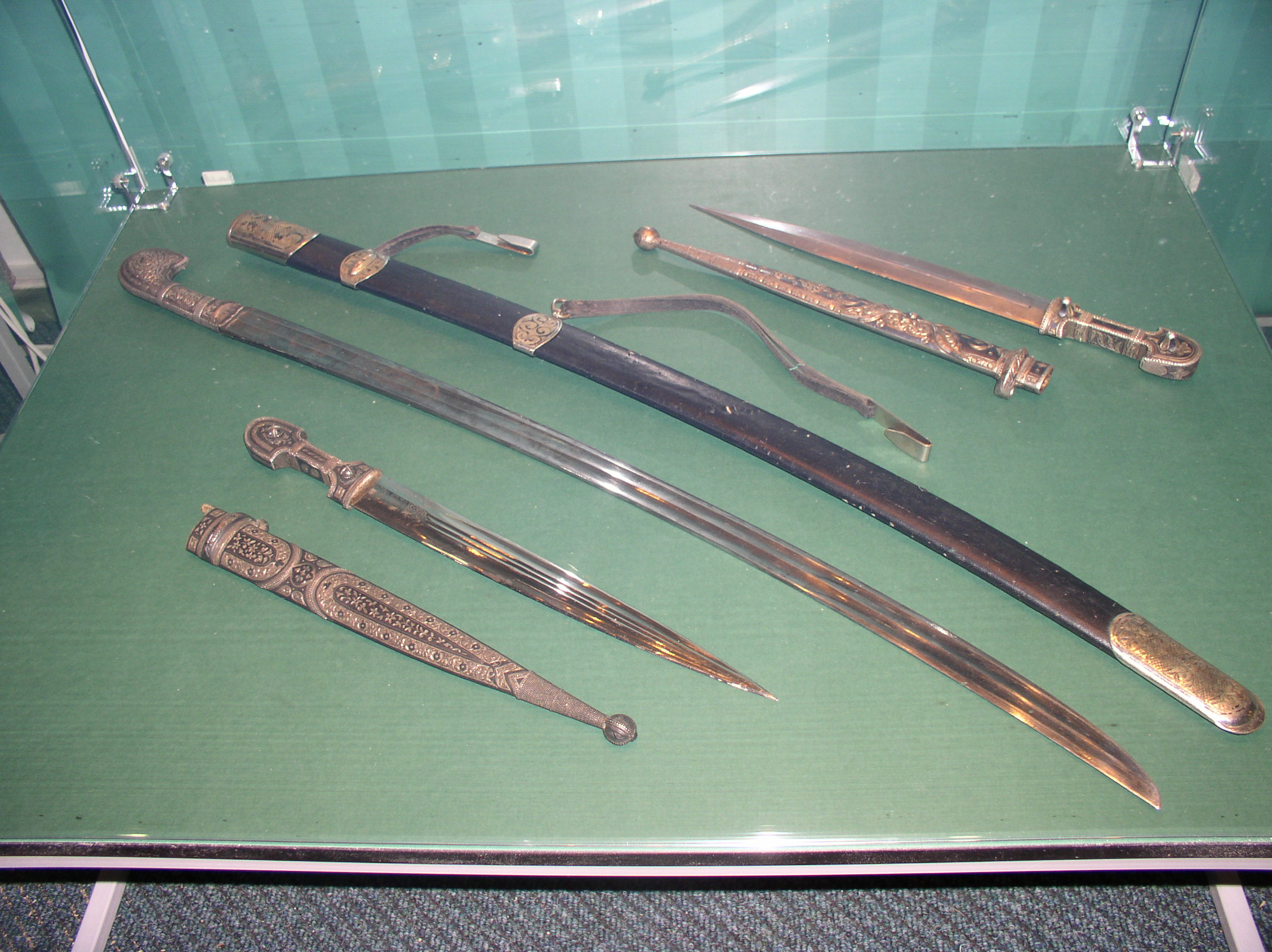
ミンスクの国立博物館に展示されるシャシュカ
上下に並んでいるものはキンジャール（Кинжал）と呼ばれるコサックの短剣

シャシュカ（ロシア語: шашка、アディゲ語: сащхъуэ, сашфэ, сэшхуэ、レズギ語:шуьшка、英語: shashka）は、中世時代からカフカス（コーカサス）地方のグルジア人、チェチェン人、アディゲ人、オセット人などが用いるサーベルの一種である。
カフカス・サーベル（Caucasus Saber）”とも呼称される。

## 概要
鍔のない片刃の彎刀で、18世紀から行なわれたロシア帝国の南下政策によるカフカスの植民地化により、ロシア軍に借用され、竜騎兵とコサックが使用した。
ロシア帝国軍の竜騎兵が装備した「1881年式竜騎兵サーベル（ロシア語：1881 драгунская шашка；英語：model 1881 dragoon shashka）」にも“シャシュカ”の名がつけられているが、これは刀身を始めとした全体の形状こそほぼコサックの用いたシャシュカに同じであるものの、通常のサーベルと同じように「護拳（guard）」と呼ばれる柄を囲む大型の鍔がついている。

## 歴史
シャシュカの起源はカフカスの山岳民族が用いていた刀剣であるとされており、“シャシュカ”の名はアディゲ語で“長いナイフ”を意味する「サシュコー（アディゲ語: Шашькуэ、ウクライナ語: Sashkoa，Shashkwa）」に由来するとされる。
カフカス地域に大きな影響を与えたイスラム勢力の刀剣の様式が導入される過程で変化していったものと考えられ、19世紀以降、カフカス地域がロシア帝国による侵攻と支配を受けるようになると、支配の尖兵として動員されていたコサックによって用いられるようになり、現在知られている様式の刀剣として確立された。

### 現代におけるシャシュカ
シャシュカはコサックによって伝統的に用いられた他、ロシア軍の装備としても用いられ、ソビエト連邦成立以後も引き続いて装備された。第二次世界大戦でも赤軍騎兵部隊やコサックの騎兵達によって実際に戦闘で使用されている。21世紀の現代においてもロシアやウクライナ、ベラルーシでは儀礼用装備としてではあるが現役である。
現在では上述の儀礼用軍装品として用いられている他、美術工芸品として売買されており、現代に作られたレプリカ品や刃を持たない模擬刀剣も制作されて販売されている。また、ソビエト発祥の軍隊格闘術である「システマ（Система）」にはシャシュカを用いた術法／動作があり、システマの練習・演舞用のシャシュカ型の武道具も存在している。

## 形状
シャシュカの名で呼ばれる刀剣にはいくつかの様式があるが、刀身及び外装の基本的な形状は概ね同一であり、全長は標準で80cm程度、鞘を含めない重量は1kg前後である。片刃で反りの小さな幅広の刀身と、非常に短い柄を特徴とする。
儀礼用として用いられたと見られるものは刀身に装飾目的の彫刻が施されており、柄や鞘の金具部分にも装飾が施されている。これらの品は工芸品としても高い価値を持つ。

### 刀身
刀身長は70cmほどで、欧州やイスラム諸国で一般的に見られる片刃の曲刀類と比較すると総じて太身であり、切っ先も大きい。日本刀の鋒諸刃造（きっさきもろはづくり）のように、刺突を考慮して切っ先部分のみが諸刃になっている刀身を持つものもあり、その幅広の刀身によって生じる敵の肉体との摩擦や刀身の重量を軽減するため側面に樋（ひ、fuller）を掻いている（fullered）ものが多く見られる。

年代が古いものほど刀身の反りが大きく細身になる傾向があるが、必ずしもその限りではないものもある。また、年代の古いものは、作られた・用いられたのがロシア・カフカス地方の南方になるほど反りが大きく、細身のものが多い。これはシャシュカの発祥と伝来に関連していると考えられている。

### 外装（拵）
外装の第一の特徴は柄が非常に短いことで、乗馬戦闘用に片手で持つことが前提とされているサーベル類の中でも特に短い物が多く、持ち手が実際に拳一つ分の長さしかないものがほとんどである。一方で柄頭が大きく張っていることが第二の特徴で、柄頭を鳥の頭に見立てた豪奢な造りのものが多くある。
もう一つの特徴は鍔を持たないことで、日本刀の短刀に多く見られる匕首（合口）拵えのように、鞘の鯉口（鞘の刀身を差し込む部分）が直接、柄と合致する構造となっていることである。
基本的には馬上で用いられる武器で、日本の太刀や西洋のサーベルのように腰から下げて携行される（佩刀（はいとう）と呼ぶ）が、それらとの大きな違いは、佩環（はいかん）と呼ばれる吊り下げて携行するための金具が鞘の峰側ではなく刃の側に着けられていることで、太刀やサーベルと違い刀身が下向きに反る形で佩刀される（鞘に固定具を付けず帯の間に挟むという違いはあれど、刃を上向きにして佩用するという点では中世後期以降の日本の打刀様式に近い）ことが、シャシュカの大きな特徴である。

通常、佩環は2つ付いており、剣帯より2本の吊帯を用いて佩刀されるが、佩環が1つしかない形状のものも軍用サーベルとして用いられたものを中心に多く見られる。ただし、これらも鯉口金具の差裏（帯刀した際に内側になる側）にもう一つの佩環もしくは吊帯を掛ける金具があるものが殆どで、純粋に「佩環が1つで1本の吊帯のみで佩刀する」様式のものは少ない（そもそも単一の点では直線は決まらないため、棒状の物体は2点以上の点で固定しないと安定しない）。
1881年式竜騎兵サーベルを始め、近代に騎兵銃の普及後に用いられたものには、鞘に銃剣を装着して帯剣するための金具があるものが多い。

## ギャラリー

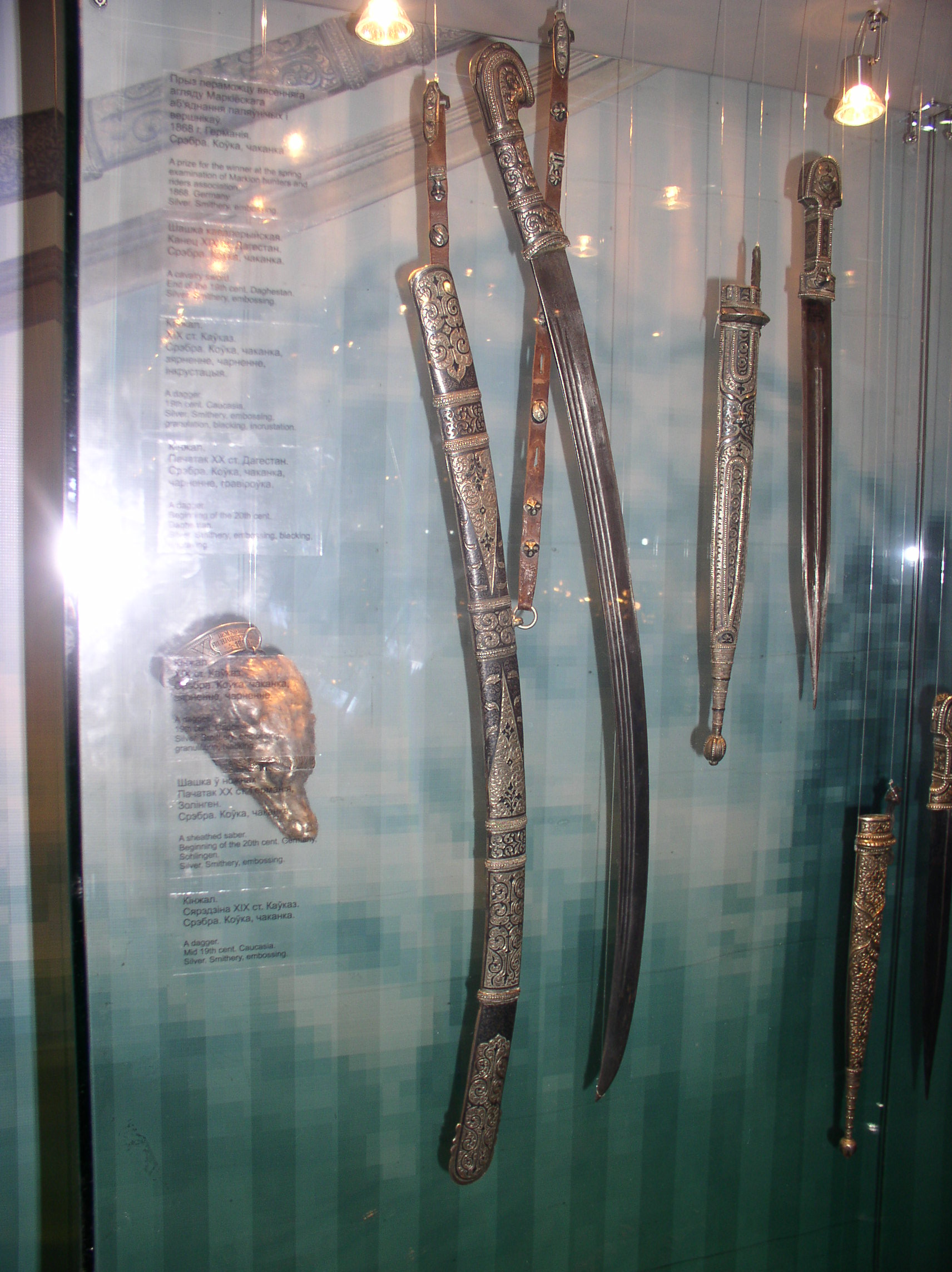
鞘と柄に装飾の施されたシャシュカ ミンスクの国立博物館の展示品
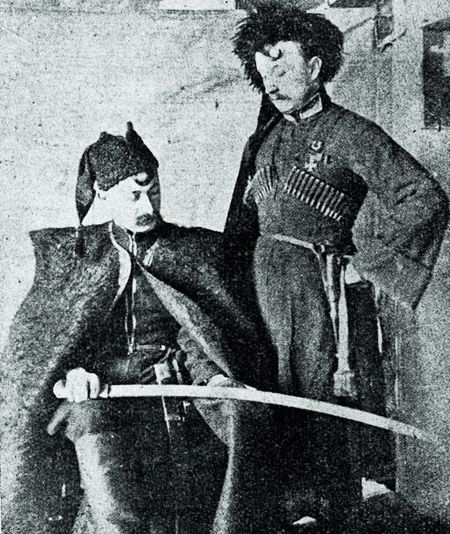
シャシュカを持つ第3ハイダマーカ連隊の長官 1919年の撮影
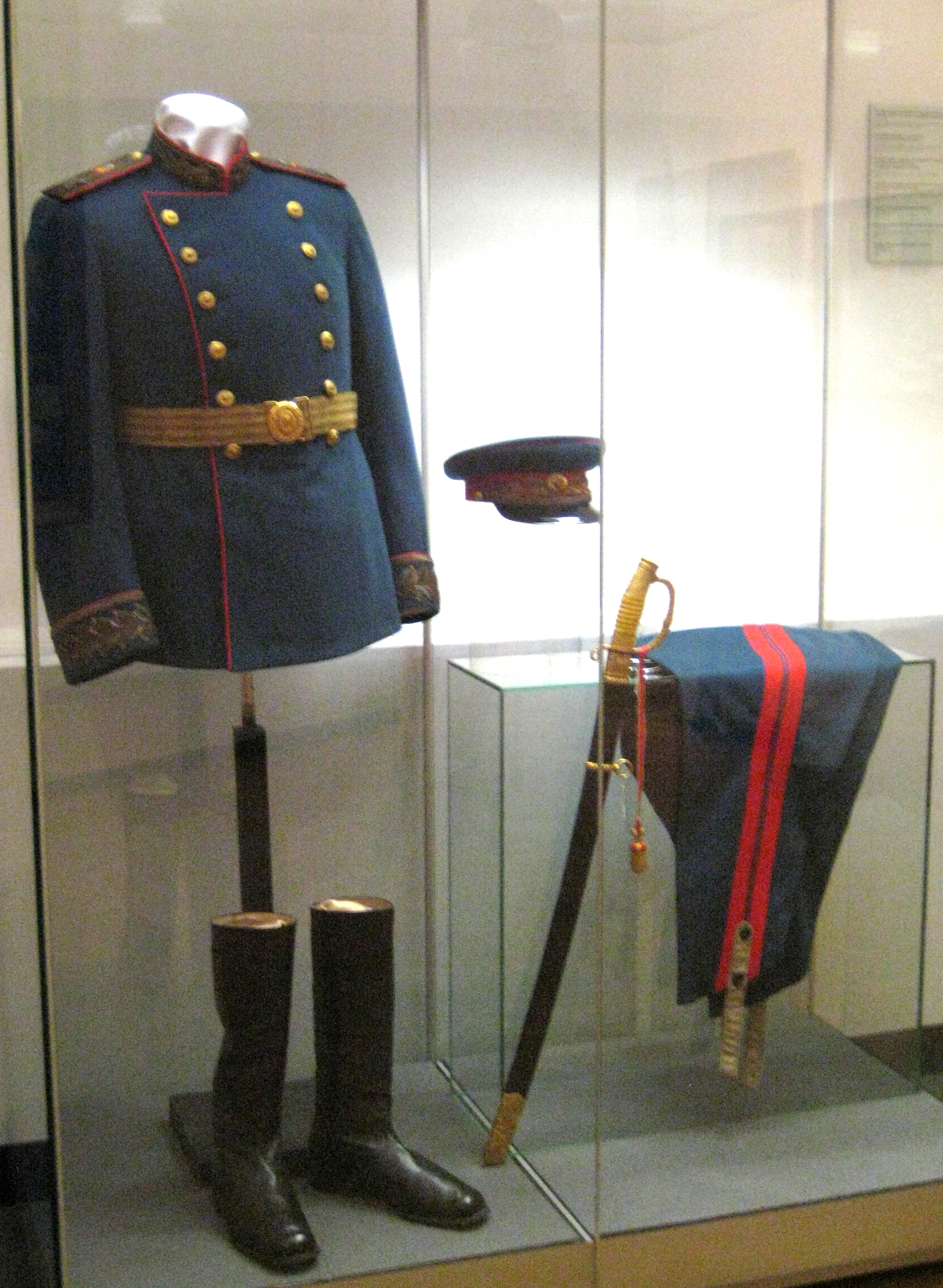
ロシアの博物館に展示されているヨシフ・スターリンの軍装 中央のサーベルが1881年式竜騎兵サーベル（将校用のもの）
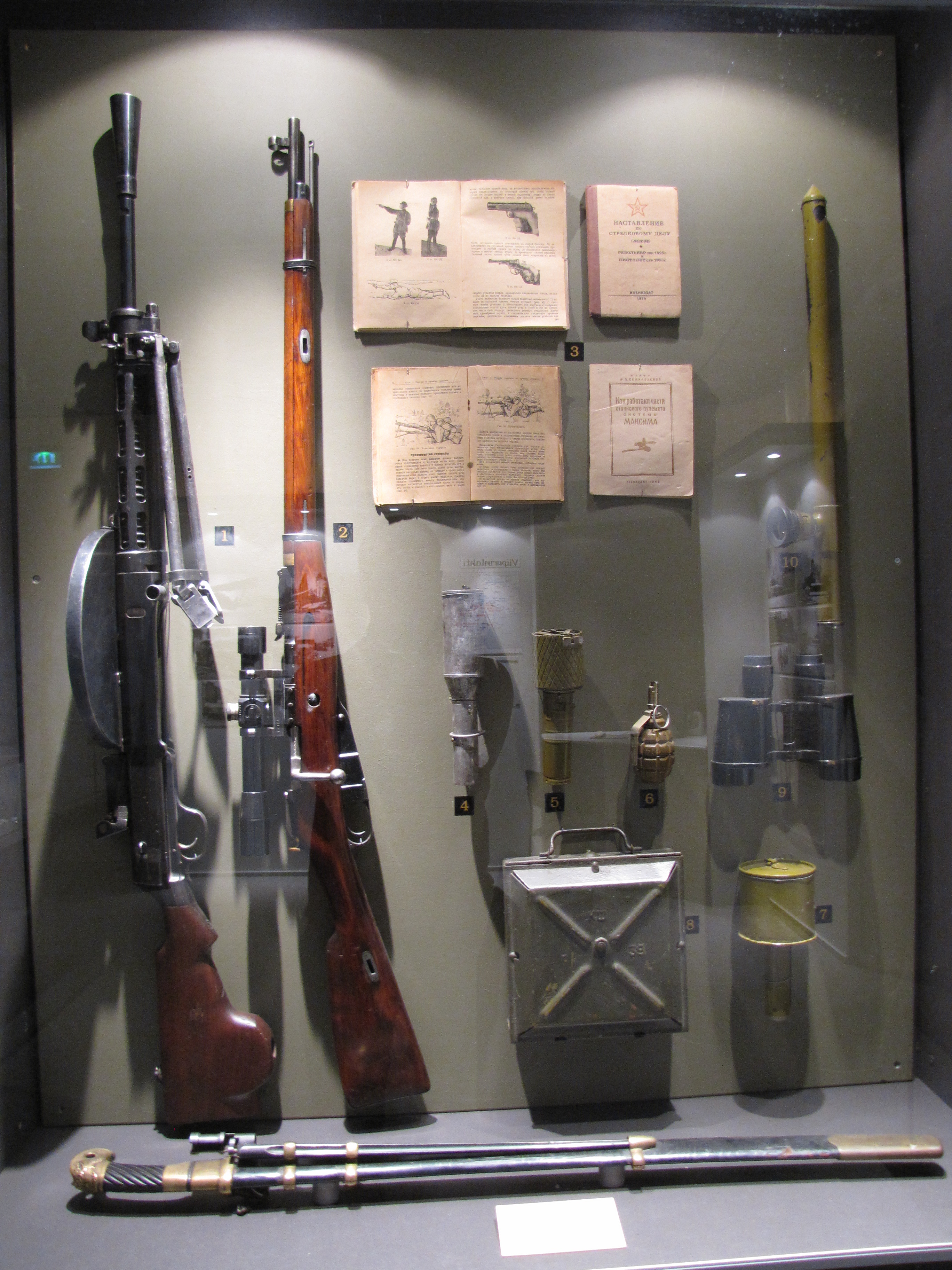
フィンランドの軍事博物館に展示されている、鹵獲された第二次世界大戦時のソビエト赤軍の装備品 下手前にモシン・ナガン小銃用の銃剣を鞘に装着したシャシュカが展示されている